# Уизерс, Билл
Билл Уизерс (Bill Withers; 4 июля 1938, Slab Fork, Западная Виргиния — 30 марта 2020, Лос-Анджелес, Калифорния) — афроамериканский автор-исполнитель песен в стилистике мягкого соула. Профессионально занялся музыкой после тридцати лет, параллельно работая на заводе «Боинг» в Лос-Анджелесе. За песни «Ain’t No Sunshine» (1971) и «Lean on Me» (1972) был удостоен нескольких премий «Грэмми». Последний альбом Уизерса — Watching You, Watching Me — вышел в 1985 году. Среди исполнителей его песен — Мик Джаггер, Пол Маккартни, Барбра Стрейзанд, Стинг. Помимо того, они часто семплируются хип-хоп-музыкантами (например, «Just the Two of Us» легла в основу одноимённой композиции Уилла Смита). В 2015 году Уизерс был включен в Зал славы рок-н-ролла. 

## Личная жизнь
Уизерс женился на актрисе Дениз Николас в 1973 году. Они развелись в 1974 году. В 1976 году Уизерс женился на Марсии Джонсон. У них было двое детей, Тодд и Кори. Уизерс скончался от сердечных осложнений в больнице Лос-Анджелеса 30 марта 2020 года в возрасте 81 года; его семья объявила о его смерти четыре дня спустя.

## Дискография
Студийные альбомы
- Just as I Am (1971)
- Still Bill (1972)
- +'Justments (1974)
- Making Music (1975)
- Naked & Warm (1976)
- Menagerie (1977)
- 'Bout Love (1978)
- Watching You, Watching Me (1985)

Концертные альбомы
- Live at Carnegie Hall (1973)

Сборники
- The Best of Bill Withers (1975)
- The Best of Bill Withers (1980)
- Bill Withers' Greatest Hits (1981)
- Lean on Me: The Best of Bill Withers (1994)
- The Best of Bill Withers: Lean on Me (2000)
- The Ultimate Bill Withers Collection (2000)
- Lovely Day: The Very Best of Bill Withers(2005)
- Ain't No Sunshine: The Best of Bill Withers(2008)
- Playlist: The Very Best of Bill Withers (2009)
- The Essential Bill Withers (2013)

## Ранние годы
Билл Уизерс родился младшим из шести детей в небольшом угледобывающем городе Слэб Форк (Западная Виргиния), а вырос в близлежащем Бекли. Биллу было 12 лет, когда умер его отец. В 17 он пошёл в Военно-морские силы США, где прослужил девять лет, в течение которых заинтересовался написанием и исполнением песен. Вскоре после увольнения из военно-морского флота в 1965 году, он переехал в Лос-Анджелес в 1967 году для музыкальной карьеры.
Билл Уизерс работал монтажником в разных компаниях, записывая при этом демозаписи на собственные деньги и выступая в ночных клубах. После дебюта с песней «Ain’t No Sunshine» он отказался оставить свою работу потому, что считал музыкальный бизнес непостоянной индустрией, а себя новичком в нём.